# علاء عبد العظيم
علاء عبد العظيم، شخصية خيالية، بطل سلسلة سفاري التي كتبها د.أحمد خالد توفيق رحمه الله، و قد ولد أدبيا مع ظهور السلسلة إلى النور في عام 1996.وهو طبيب مصري شاب، يعمل في الكاميرون ومتزوج من الطبيبة الكندية برنادت زميلته و طبيبة الأطفال في وحدة سفاري هناك.

## نشأة البطل
من بين كل كتابات د.أحمد خالد توفيق، فإن د.علاء عبد العظيم أقرب الشخصيات إلى البطل الذي تعارف عليه القراء، بعيدا عن نماذج نقيض البطل مثل الكهل رفعت، والفتاة الضعيفة عبير.
نشأ د.علاء عبد العظيم في مصر وكثيرا ما اشار إلى والدته الحاجّة  التي تنتظره هناك بعد ان هاجر متوجها إلى الكاميرون، حيث يعمل في وحدة سفاري هناك، وهذه الوحدة منظمة طبية شبيهة بمنظمات أطباء بلا حدود.
مفردات عالم د.علاء عبد العظيم هي الطب والسحر والغابة.أما الأشخاص فهم برنادت الطبيبة الرقيقة التي صارت هي مدام عبد العظيم، وآرثر شيلبي  طبيب الأمراض الحارة المتبختر، وبارتلييه رئيس الوحدة طيب القلب، إضافة إلى أبراهام ليفي وهو يهودي إسرائيلي بينه وبين عبد العظيم عداوة دائمة وبودرجا المترجم الدائم وآخرون.
يذكر أن د.أحمد خالد توفيق قال في (مقالات لماضة وبص) أنه يستلهم شخصية الكاتب والفنان شريف عرفة وهو يكتب عن علاء، فقال: «صرت عاجزا عن أن أتخيل بطل قصصي (علاء عبد العظيم) إلا في صورة شريف»

## علاء عبد العظيم والمغامرات الخاصة
قامت المؤسسة قبل الأعداد الخاصة بنشر رواية لعلاء عبد العظيم بعنوان (ثلاثة) وذلك في (كتاب الصيف - أشباح ولكن) لنبيل فاروق وأحمد خالد توفيق وآخرون، وجمعت الأبطال الثلاثة لأحمد خالد توفيق في نفس القصة.
أما سلسلة الأعداد الخاصة لمغامرات علاء عبد العظيم فصدرت منها الأولى بعنوان .P.C.R، وهذا الكتاب هو العدد السادس من سلسلة الأعداد الخاصة لأحمد خالد توفيق. ثم نشرت المؤسسة عدد خاص بمناسبة مرور 30 سنة على روايات مصرية وكان بعنوان 30، وكذلك أيضا جمع الأبطال الثلاثة لأحمد خالد توفيق في نفس الرواية.